# Widener, Arkansas
Widener là một thị trấn thuộc quận St. Francis, tiểu bang Arkansas, Hoa Kỳ. Năm 2010, dân số của thị trấn này là 273 người.

## Dân số
- Dân số năm 2000: 335 người.
- Dân số năm 2010: 273 người.